# Дюмін Олексій Геннадійович
Олексій Геннадійович Дюмін (рос. Алексей Геннадьевич Дюмин; * 28 серпня 1972, Курськ, РРФСР, СРСР) — російський воєначальник та політик. З 14 травня 2024 року помічник Путіна
.
З 2 лютого 2016 року — до 14 травня 2024 року губернатор Тульської області. Герой Російської Федерації. Заступник міністра оборони РФ (24 грудня 2015 — 2 лютого 2016), генерал-лейтенант (2015). Кандидат політичних наук (2009).

## Життєпис
Народився 28 серпня 1972 року в Курську.
Його батько — Геннадій Васильович Дюмін, військовий медик, генерал, начальник 4-го управління Головного військово-медичного управління Міністерства оборони Росії (з серпня 2013 року), та входив у 90-х роках ХХ століття до найближчого оточення міністра оборони Росії (1992—1996) Павла Грачова.
До цього він очолював ТзОВ «Д енд Д Фарма», та був контактною особою з проведення ряду тендерів на поставку ліків та хімреактивів для 2-го Центрального військового клінічного госпіталю ім. Мандрика, а з 2013 року очолює 4-е управління Головного військово-медичного управління Міністерства оборони Росії. Молодший брат — Артем Дюмін, є керівником ВАТ «ТПК „Продмаркет“» (єдиний підрядник і забудовник готелю «Заряддя») і ТзОВ «Турбо» (один із акціонерів «Продмаркету»), з квітня 2014 року очолює спорткомплекс «Олімпійський».
Мати Олексія Дюміна працювала вчителькою. У дитинстві Дюмін також жив у Калузі, Воронежі, куди перевели батька. У Воронежі в четвертому класі він розпочав займатись хокеєм, і у цьому ж місті він закінчив школу.
У 1994 году Олексій Дюмін закінчив Воронезьке вище військове інженерне училище радіоелектроніки (ВВІУРЕ), та був направлений у Московський військовий округ, у невелику військову частину, котра займалась протидією технічним засобам розвідки супротивника.
У 1995 году — служба в ФСО Росії, отримав пропозицію від знайомого кадровика перейти в управління президентського зв'язку в головному управлінні охорони.
Пізніше Олексій Дюмін переходить на службу в Службу безпеки президента (підрозділ ФСО). Дюмін був офіцером охорони у Службі безпеки президента у попередній термін перебування Путіна на посту президента з 9 серпня 1999 року.
2007 року, коли главою уряду призначено Віктора Зубкова, Дюмін став начальником його охорони.
Коли уряд очолив Володимир Путін, Дюмін став особистим ад'ютантом глави уряду. За деякий час Олексій Дюмін одночасно із роботою ад'ютанта глави уряду розпочав суміщати посаду керівника управління служби безпеки президента, співробітники якого були особистими охоронцями Путіна.
25 липня 2009 року Дюмін, як співробітник Федеральної служби охорони Росії, супроводжував главу уряду Росії Путіна під час його візиту на форум «Селігер-2009» у Тверській області.
У 2009 році в Російській академії державної служби при президенті Росії захистив кандидатську дисертацію на тему «Політичні аспекти глобального врегулювання в рамках співробітництва країн групи восьми», є кандидатом політичних наук.
У 2012 році Олексій Дюмін призначений заступником начальника управління Служби безпеки президента Росії ФСО Росії. У вересні 2012 року супроводжував Володимира Путіна під час його офіційного візиту до Киргизстану.

### Окупація Криму
2014 року призначений заступником начальника ГРУ, командувачем Силами спецоперацій РФ, які відіграли одну із ключових ролей під час окупації Криму Росією 2014 року, розповідь про що ведеться у фільмі Андрія Кондрашова «Крим. Шлях на Батьківщину». Згідно даних газети «Коммерсантъ», Дюмін розробив і провів операцію екстреної евакуації Януковича у ніч на 23 лютого 2014 року. Сам спростував це і відмовився від будь-яких коментарів.
Із 2015 року — начальник Головного штабу Сухопутних військ — перший заступник головнокомандувача Сухопутних військ, на цій посаді змінив Сергія Істракова.
11 грудня 2015 року Олексію Дюміну було присвоєно звання генерал-лейтенанта.
24 грудня 2015 року указом президента Володимира Путіна генерал-лейтенант Олексій Дюмін призначений заступником міністра оборони Сергія Шойгу і увійшов до складу колегії Міністерства оборони. На цій посаді Дюмін курував бойову підготовку військ. 29 січня 2016 року йому було вручено особистий штандарт.

### Губернатор Тульської області
2 лютого 2016 року Путін призначив Олексія Дюміна виконуючим обов'язки губернатора Тульської області. На цій посаді Дюмін змінив Володимира Груздєва, який пішов у відставку з цієї посади за власним бажанням. Для самого Дюміна це призначення стало несподіванкою..
4 лютого 2016 року Дюмін приступив до виконання обов'язків губернатора, а 9 лютого заявив про плани взяти участь у виборах губернатора, які мають відбутися в єдиний день голосування 18 вересня 2016 року.
18 вересня 2016 року Олексій Дюмін переміг на виборах губернатора Тульської області, набравши на виборах 84 % голосів серед виборців, які з'явились на дільниці.
Деякі засоби масової інформації розглядають Олексія Дюміна як імовірного наступника Путіна на посту президента Росії.
6 квітня 2018 року включений до списку санкцій США в числі 17 урядовців та 7 бізнесменів з Росії.
На губернаторських виборах 2021 року Дюміна переобрали на новий термін, набравши 83,6 % голосів.
24 червня 2023 року з'явилися повідомлення про участь Олексія Дюміна в завершенні заколоту ПВК «Вагнер» . Того ж дня пресслужба уряду Тульської області спростувала інформацію про участь губернатора в переговорах з Євгеном Пригожиним . Пізніше Дюмін назвав загибель Пригожина «великою трагедією і втратою для країни», а його самого - «справжнім патріотом, рішучим і безстрашним».

### Секретар Державної ради
29 травня 2024 року Путін призначив Олексія Дюміна секретарем Державної ради.

## Хокей
Дюмін грає у хокей на аматорському рівні, зазвичай як воротар. Як радник президента клубу, входить до складу керівництва хокейного клубу СКА, президентом якого є друг президента Росії Геннадій Тимченко.
У жовтні 2011 року разом із Романом Ротенбергом і Геннадієм Тимченко брав участь у благодійному товариському хокейному матчі за команду «Легенди СКА» (Санкт-Петербург).
7 жовтня 2015 року Дюмін брав участь у хокейному гала-матчі Нічної Хокейної ліги, що відбувся у Сочі, та був приурочений до дня народження Володимира Путіна.
У матчах заснованої в 2011 році Путіним Нічної хокейної ліги Дюмін переважно грає на позиції воротаря і, згідно вражень деяких журналістів, що були присутні на матчах цієї ліги, іноді демонструє велику майстерність, щоб ухилитись від шайби після кидка президента.

## Нагороди
- Герой Російської Федерації — офіційної інформації про дату і мотиви присвоєння звання немає
- Орден «За заслуги перед Вітчизною» III ступеня
- Орден Мужності
- Медаль ордена «За заслуги перед Вітчизною» I ступеня[29]
- Медаль Суворова[29]
- Медаль «У пам'ять 1000-річчя Казані»[29]
- Медаль «За повернення Криму» (Міноборони Росії)[29]
- Медаль «За військову доблесть» (ФСО)[29]
- Медаль «За співдружність для порятунку» (МНС Росії)[29]
- Медалі «За відзнаку у військовій службі»[29]

## Санкції
Олексій Дюмін брав участь в організації підготовки російських військових перед відправкою в Україну, підтримав рішення президента РФ щодо участі у спецоперації. На посаді губернатора Тульської області відправляв колону гуманітарної допомоги російським військово службовцям. Олексій Дюмін є підсанкційною особою в багатьох країнах світу.
6 квітня 2018 року доданий до санкійного списку США.
15 березня 2019 доданий до санкційного списку Канади.
18 червня 2021 року доданий до санкційного списку України.
24 лютого 2023 року доданий до санкційного списку Великої Британії.